# 3-D The Catalogue
3-D The Catalogue är Kraftwerks andra officiella livealbum. Det utgavs den 26 maj 2017 som bluraybox (4 skivor), CD-box (8 skivor) och vinylbox (9 skivor).

## Låtlista
CD
| 1. | Autobahn          | 14:29 |
| 2. | Kometenmelodie 1  | 5:29  |
| 3. | Kometenmelodie 2  | 3:30  |
| 4. | Mitternacht       | 2:12  |
| 5. | Morgenspaziergang | 1:20  |

| 1.  | Geiger Counter ("Geigerzähler")                | Hütter, Schneider         | 0:32 |
| 2.  | Radioactivity ("Radioaktivität")               | Hütter, Schneider, Schult | 6:16 |
| 3.  | Radioland                                      | Hütter, Schneider, Schult | 5:55 |
| 4.  | Airwaves ("Aetherwellen")                      | Hütter, Schneider, Schult | 6:01 |
| 5.  | Intermission ("Sendepause")                    | Hütter, Schneider         | 0:25 |
| 6.  | News ("Nachrichten")                           | Hütter, Schneider         | 1:15 |
| 7.  | The Voice of Energy ("Die Stimme der Energie") | Hütter, Schneider, Schult | 0:52 |
| 8.  | Antenna ("Antenne")                            | Hütter, Schneider, Schult | 3:36 |
| 9.  | Radio Stars ("Radio Sterne")                   | Hütter, Schneider, Schult | 2:18 |
| 10. | Uranium ("Uran")                               | Hütter, Schneider, Schult | 1:26 |
| 11. | Transistor                                     | Hütter, Schneider         | 1:14 |
| 12. | Ohm Sweet Ohm                                  | Hütter, Schneider         | 2:58 |

| 1. | Trans Europe Express ("Trans Europa Express") | Hütter, Schult            | 3:21 |
| 2. | Metal on Metal ("Metall auf Metall")          | Hütter                    | 2:08 |
| 3. | Abzug                                         | Hütter                    | 2:25 |
| 4. | Franz Schubert                                | Hütter                    | 1:12 |
| 5. | Europe Endless ("Europa Endlos")              | Hütter, Schneider         | 5:52 |
| 6. | The Hall of Mirrors ("Spiegelsaal")           | Hütter, Schneider, Schult | 5:22 |
| 7. | Showroom Dummies ("Schaufensterpuppen")       | Hütter                    | 3:40 |

| 1. | The Man-Machine ("Die Mensch-Maschine") | Hütter, Karl Bartos       | 5:10 |
| 2. | Spacelab                                | Hütter, Bartos            | 5:28 |
| 3. | The Model ("Das Model")                 | Hütter, Bartos, Schult    | 3:39 |
| 4. | Neon Lights ("Neonlicht")               | Hütter, Schneider, Bartos | 5:45 |
| 5. | The Robots ("Die Roboter")              | Hütter, Schneider, Bartos | 7:44 |
| 6. | Metropolis                              | Hütter, Schneider, Bartos | 5:46 |

| 1. | Numbers ("Nummern")                  | Hütter, Schneider, Bartos         | 2:59 |
| 2. | Computer World ("Computerwelt")      | Hütter, Schneider, Schult, Bartos | 3:21 |
| 3. | It's More Fun to Compute             | Hütter, Schneider, Bartos         | 1:03 |
| 4. | Home Computer ("Heimcomputer")       | Hütter, Schneider, Bartos         | 5:08 |
| 5. | Computer Love ("Computerliebe")      | Hütter, Schult, Bartos            | 6:33 |
| 6. | Pocket Calculator ("Taschenrechner") | Hütter, Schult, Bartos            | 3:26 |
| 7. | Dentaku                              | Hütter, Schult, Bartos            | 3:08 |

| 1. | Electric Cafe                            | Hütter, Schneider, Bartos, Maxime Schmitt | 3:51 |
| 2. | The Telephone Call ("Der Telefon Anruf") | Hütter, Schneider, Bartos                 | 2:45 |
| 3. | House Phone                              | Hütter, Schneider, Bartos                 | 2:30 |
| 4. | Sex Object ("Sex Objekt")                | Hütter, Schneider, Bartos                 | 5:30 |
| 5. | Boing Boom Tschak                        | Hütter, Schneider, Bartos                 | 2:32 |
| 6. | Techno Pop                               | Hütter, Schneider, Bartos, Schult         | 2:45 |
| 7. | Music Non Stop ("Musik Non Stop")        | Hütter, Schneider, Bartos                 | 7:44 |

| 1.  | The Robots ("Die Roboter")                    | Hütter, Schneider, Bartos         | 7:44  |
| 2.  | Computer Love ("Computer Liebe")              | Hütter, Schult, Bartos            | 6:34  |
| 3.  | Pocket Calculator ("Taschenrechner")          | Hütter, Schult, Bartos            | 3:26  |
| 4.  | Dentaku                                       | Hütter, Schult, Bartos            | 3:09  |
| 5.  | Autobahn                                      | Hütter, Schneider, Schult         | 14:27 |
| 6.  | Geiger Counter ("Geigerzähler")               | Hütter, Schneider                 | 0:31  |
| 7.  | Radioactivity ("Radioaktivität")              | Hütter, Schneider, Schult         | 6:16  |
| 8.  | Trans Europe Express ("Trans Europa Express") | Hütter, Schult                    | 3:21  |
| 9.  | Metal on Metal ("Metall auf Metall")          | Hütter                            | 2:08  |
| 10. | Abzug                                         | Hütter                            | 2:24  |
| 11. | Home Computer ("Heimcomputer")                | Hütter, Schneider, Bartos         | 6:11  |
| 12. | Boing Boom Tschak                             | Hütter, Schneider, Bartos         | 2:33  |
| 13. | Techno Pop                                    | Hütter, Schneider, Bartos, Schult | 2:46  |
| 14. | Music Non Stop ("Musik Non Stop")             | Hütter, Schneider, Bartos         | 7:44  |
| 15. | Planet of Visions ("Planet der Visionen")     | Hütter, Schneider, Fritz Hilpert  | 7:52  |

| 1.  | Tour de France      | Hütter, Schneider, Bartos, Schmitt  | 4:18 |
| 2.  | Prologue            | Hütter, Schneider, Hilpert          | 0:27 |
| 3.  | Étape 1             | Hütter, Schneider, Hilpert, Schmitt | 3:46 |
| 4.  | Chrono              | Hütter, Schneider, Hilpert, Schmitt | 1:12 |
| 5.  | Étape 2             | Hütter, Schneider, Hilpert, Schmitt | 4:59 |
| 6.  | Vitamin             | Hütter, Schneider, Hilpert          | 5:54 |
| 7.  | Aéro Dynamik        | Hütter, Hilpert, Schmitt            | 5:59 |
| 8.  | Elektro Kardiogramm | Hütter, Hilpert                     | 4:37 |
| 9.  | La Forme            | Hütter, Schmitt                     | 6:19 |
| 10. | Régéneration        | Hütter, Schmitt                     | 0:28 |